# Nardin (Oklahoma)
Nardin es un lugar designado por el censo ubicado en el condado de Kay en el estado estadounidense de Oklahoma. En el Censo de 2010 tenía una población de 52 habitantes y una densidad poblacional de 31,07 personas por km².

## Geografía
Nardin se encuentra ubicado en las coordenadas 36°48′15″N 97°27′00″O / 36.80417, -97.45000. Según la Oficina del Censo de los Estados Unidos, Nardin tiene una superficie total de 2.69 km², de la cual 2.69 km² corresponden a tierra firme y (0%) 0 km² es agua.

## Demografía
Según el censo de 2010, había 52 personas residiendo en Nardin. La densidad de población era de 31,07 hab./km². De los 52 habitantes, Nardin estaba compuesto por el 82.69% blancos, el 0% eran afroamericanos, el 5.77% eran amerindios, el 0% eran asiáticos, el 0% eran isleños del Pacífico, el 7.69% eran de otras razas y el 3.85% pertenecían a dos o más razas. Del total de la población el 15.38% eran hispanos o latinos de cualquier raza.